# 上海县

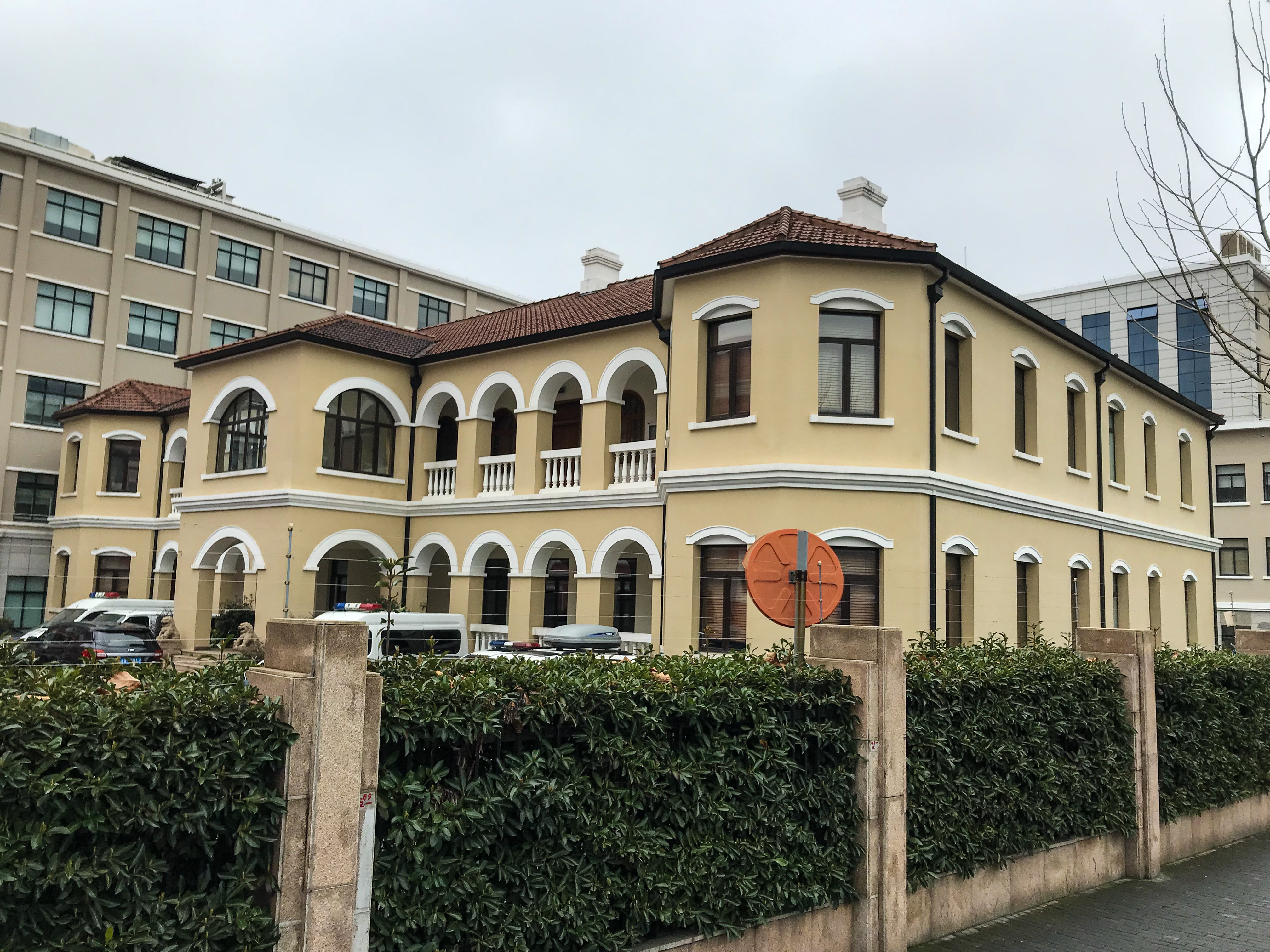
1915年12月20日至1933年1月8日的上海县县署，今列为黄浦区文物保护单位

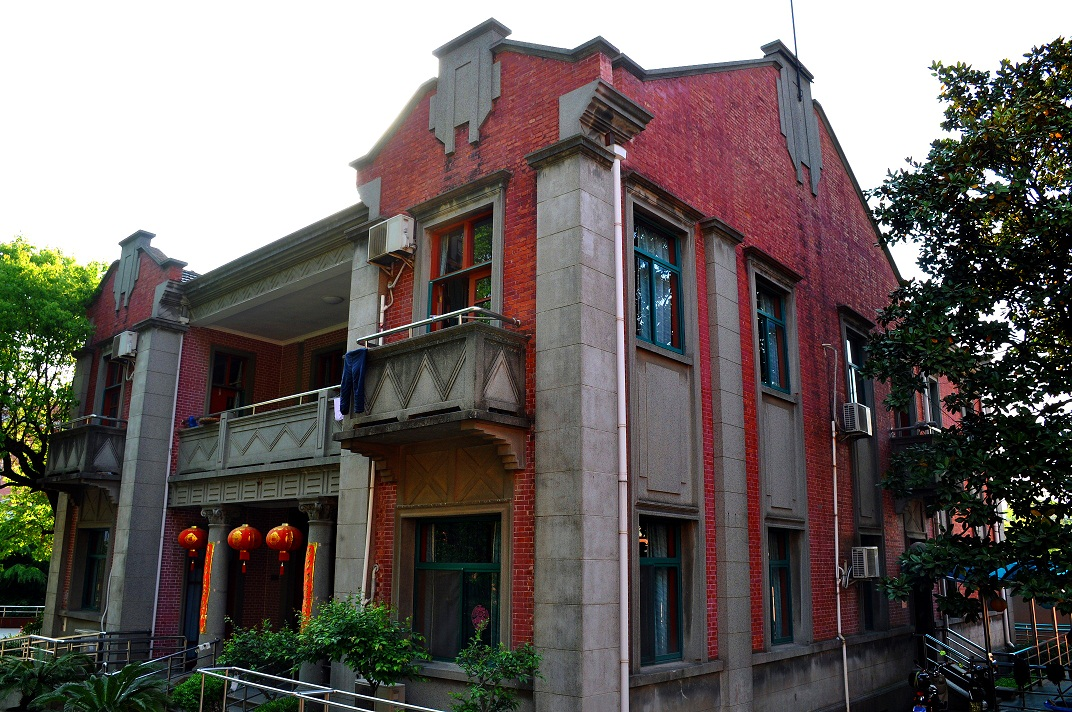
1945年8月17日至10月15日期间的上海县政府驻地，第五批上海市优秀历史建筑——三林镇南行街26号康姓住宅

上海县，是位于中国今上海市境内的一个已撤销的县，1292年始建，1992年最终撤销。上海县历史上长期隶属江苏省松江府，1958年后成为上海市辖县。上海县原来是管辖上海市区及周边地区的行政区，后来随着上海特别市、直辖市的设立，辖境缩小，在裁撤前其辖境位于上海市区西南方，与市区西南部相毗连，呈新月形半包市区，是上海市区西南门户。
裁撤前的上海县分成浦西、浦东两部分。东接长宁区、徐汇区、川沙县、南汇县，南交闵行区、奉贤县，西邻青浦县、松江县，北连嘉定县、普陀区。面积360.18平方公里。人口39.84万人。县人民政府驻莘庄镇莘建路201号。

## 历史沿革
上海县先后两建两撤。元至元二十七年（1290年）松江府知府女真人僕散翰文以“华亭地大人众，难理”，奏请元廷分置上海县。元至元二十八年七月二十四日（1291年8月19日），元廷批准设立上海县。元至元二十九年（1292年）春，划华亭县东北境长人、高昌、北亭、新江、海隅5乡26保地置上海县。治所位於上海镇（今老城厢）。同年闰六月二十二日（1292年8月6日），主簿郗将士理事。元至元三十一年（1294年），县尹周汝楫到任。
1845年后，由于英、法、美等国陆续在上海开辟租界，上海县的实际管辖区逐渐缩小。至1911年，实际控制区域包括县城、闸北、南市、徐汇、今杨浦中北部、长宁西部、浦东西部沿江部分地区及现为闵行区的西部郊区。
1927年北伐军控制上海后，为了在整个上海设立有效的中国政府行政机构，国民政府设立了上海特别市，并将特别市政府驻地从老城厢搬到徐家汇地区。1930年，上海县成为与上海特别市平行的行政区，县治移到闵行，隶属江苏省。民国28年（1939年）3月17日撤销上海县，民国34年（1945年）8月17日恢复。
1958年，江苏省松江专区下属各县（包括上海县）划归上海市管辖；1958年8月，西郊区诸翟、宝北、宝南、莘庄、朱行、西郊6乡，七宝镇全部和虹桥、华村、上中、华漕4乡部分地区划入县境；10～11月，嘉定县纪王乡吴淞江以南的5个高级农业生产合作社所辖地区，徐汇区龙华、漕河泾两镇及长宁区北新泾镇划归县辖。
1959年从当时上海县析出工业和城镇区域为闵行区，即闵行卫星城。1964年闵行区撤销并入徐汇区，后1981年又恢复闵行区建制。
1981年北新泾镇、新泾公社、虹桥公社部分地共0.45平方公里划属长宁区，1982年曹行、塘湾、北桥、马桥等4公社的15个大队29.92平方公里划属闵行区。1984年9月，上海县漕河泾、龙华、北新泾3镇及龙华、梅陇、虹桥、新泾、北桥5乡177个生产队共49.98平方公里划属上海市区。1986年，由上海县虹桥乡析出的部分土地，成立虹桥经济技术开发区，即现在长宁区虹桥街道的大部分辖区。1988年，由上海县虹桥乡析出的部分土地，成立漕河泾新兴技术开发区，即漕河泾街道大部和虹梅路街道全境。
1992年9月26日，经国务院批准，撤销上海县和闵行区，合并成为新闵行区。

### 县治
上海县治又稱上海县署，初设治于上海浦西岸的原上海镇衙里的宋榷货场（今黄浦区小东门十六铺黄浦江西边外咸瓜街老太平弄北地块）。元大德三年（1299年），上海县迁治于方浜南曲家湾西北上海市舶分司署（今老城厢内县左街南光启路）。
民国4年（1915年）12月20日，上海县知事公署迁入杨家桥新署办公（今蓬莱路171号上海市黄浦区公安分局）。上海特别市临时市政府成立後也一度在此辦公。
民国22年（1933年）1月9日，上海县政府迁入北桥镇新署办公。
民国34年（1945年）8月17日，上海县政府暂借三林镇南行街26号康姓住宅办公。同年10月15日，上海县政府迁治于闵行镇北庙路（今新闵路530～532号）。
民国37年（1948年）7月26日，上海县政府迁回北桥镇原署办公。
1954年4月，上海县人民政府迁闵行镇建设路1号（今闵行三中）。
1958年1月，上海县人民委员会暂迁原西郊区人民委员会驻地哈密路1330号办公。
1959年2月19日，上海县人民委员会迁回闵行镇原址。1960年12月，县人委迁治于莘庄镇莘建路201号（张家花园旧址）。

## 行政区划
截至1992年上海县被撤销时，下辖3镇14乡：莘庄镇、颛桥镇、七宝镇、纪王乡、诸翟乡、华漕乡、虹桥乡、梅陇乡、莘庄乡、曹行乡、马桥乡、塘湾乡、北桥乡、三林乡、杜行乡、陈行乡、鲁汇乡。